# Chiesa di San Martino Vescovo (Fanna)
La chiesa arcipretale di San Martino Vescovo è la parrocchiale di Fanna, in provincia di Pordenone e diocesi di Concordia-Pordenone; fa parte della forania di Maniago.

## Storia

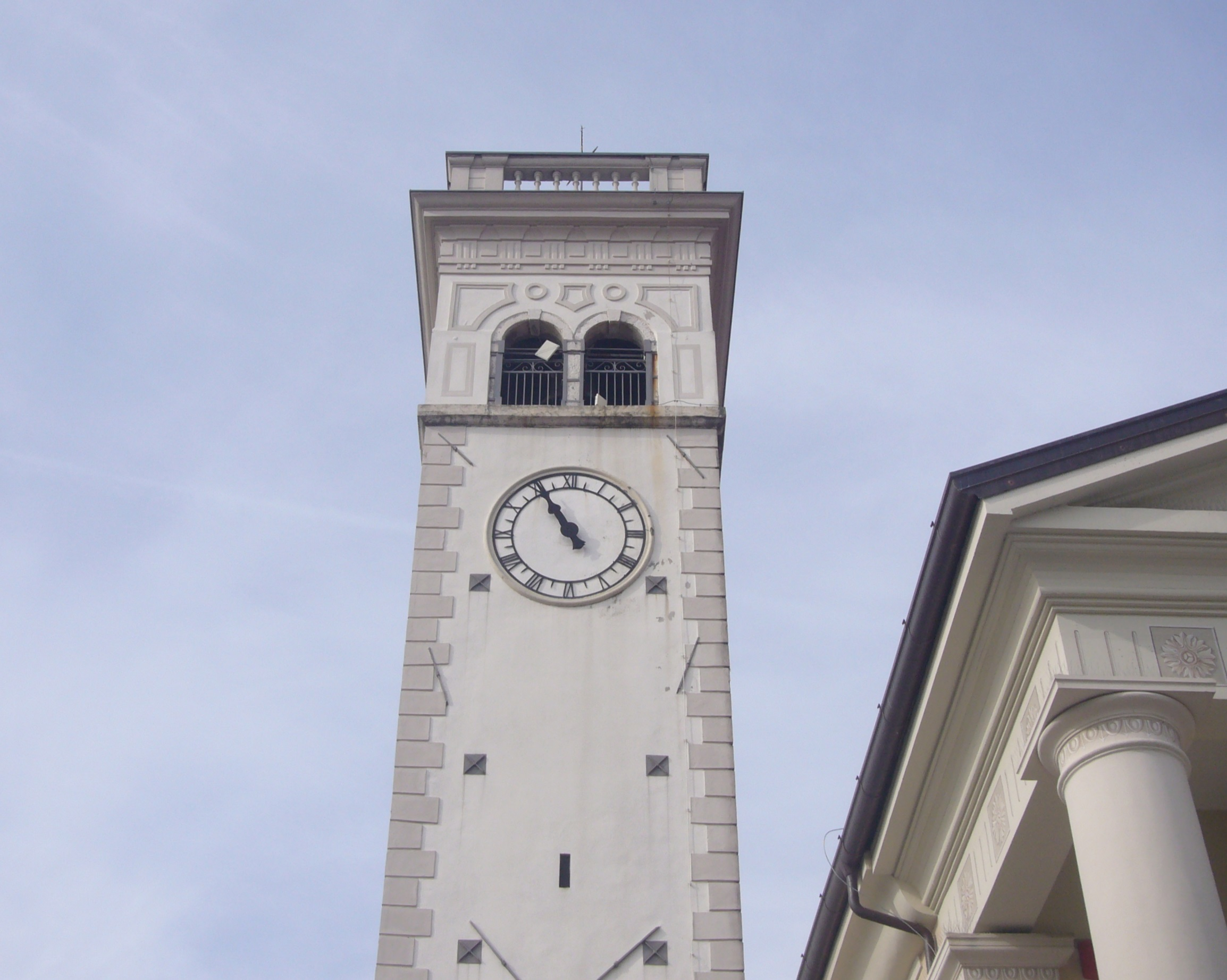
Il campanile

La prima citazione di una chiesa a Fanna, alla quale era annesso un monastero benedettino collegato all'abbazia di Pomposa e fondato forse da Anselmo del Friuli, è da ricercare in documento dell'imperatore Enrico III datato 16 settembre 1045.
Nel XII secolo l'abbazia di Fanna fu al centro di una controversia che la contrappose al vescovo di Concordia e che fu risolta dal vescovo di Verona Ognibene e da quello di Caorle Domenico, delegato di papa Alessandro III.
Originariamente filiale della pieve di San Remigio di Cavasso, la chiesa fannese fu eretta a parrocchiale il 20 ottobre 1584 vescovo di Parenzo Cesare Nores, visitatore apostolico nella diocesi.
Nella seconda metà del XVIII secolo venne costruita la nuova chiesa, disegnata da Stefano Marchi nel 1782, che andò a sostituire la precedente, semidistrutta durante l'evento sismico del 1779; all'inizio del XIX secolo fu realizzato il portico e la consacrazione venne impartita dal vescovo Andrea Casasola il 30 agosto 1854 o 1857.
Il 10 ottobre 1948, con la rinuncia da parte dei paesani e del rettore del seminario di Concordia del giuspatronato, la chiesa fu eretta ad arcipretale.
Il terremoto del Friuli del 1976 provocò alla chiesa alcuni danni, che dovettero essere sanati nel corso di un intervento di consolidamento e di restauro nel corso del quale, tuttavia, vennero eliminati gli stucchi che precedentemente adornavano la facciata.

## Descrizione

### Facciata
La facciata a capanna della chiesa è preceduta dal pronao neoclassico caratterizzato da quattro colonne d'ordine dorico sorreggenti il fregio composto da metope e triglifi e sopra il quale vi è il timpano di forma triangolare.

### Interno
Opere di pregio conservate all'interno, che si compone di un'unica navata al termine della quale vi è il presbiterio caratterizzato da sei colonne, sono i dipinti del soffitto, ritraenti Cristo risorto, la discesa dello Spirito Santo e la consegna delle chiavi, eseguiti nel XIX secolo da Gian Carlo Bevilacqua, che realizzò pure gli affreschi dell'abside andati perduti con il tempo, l'affresco raffigurante Cristo che cammina sulle acque, realizzato da Vittorio Cadel, i seicenteschi stalli del coro, i dipinti di San Martino e il povero e i Santi Pietro Martire e Antonio da Padova con Bambino e angeli, opera del 1662 circa di Giovanni Moro, e l'Immacolata Concezione, di autore ignoto.
Dal 1999 vi è la tomba con le spoglie di Fedele da Fanna.